# Geranomyia myersiana
Geranomyia myersiana är en tvåvingeart som först beskrevs av Alexander 1930.  Geranomyia myersiana ingår i släktet Geranomyia och familjen småharkrankar. Inga underarter finns listade i Catalogue of Life.